# Eopsetta jordani
Espèce
Statut de conservation UICN

 LC  : Préoccupation mineure
Eopsetta jordani est une espèce de poissons plats de la famille des Pleuronectidae.
Comme tous les poissons de la famille des Pleuronectidae, Eopsetta jordani possède un corps aplati asymétrique et ses yeux sont sur un même côté du corps.